# كاساسولا دي أريون
كاساسولا دي أريون (بالإسبانية: Casasola de Arión)‏ هي قرية في بلد الوليد، قشتالة وليون، إسبانيا. تغطي البلدية مساحة 27.65 كيلومتر مربع (10.68 ميل مربع) واعتبارًا من عام 2011 كان عدد سكانها 314 نسمة.